# Реквијем за један сан
Реквијем за један сан је српски краткометражни филм из 1993. године. Главне улоге у филму тумаче Небојша Глоговац, Драган Максимовић и Оливера Марковић, а режију и сценарио потписује Милоје Поповић, који је овај филм радио за пријемни испит на Филмској академији у Прагу.

## Улоге
| Глумац            | Улога |
| ----------------- | ----- |
| Небојша Глоговац  |       |
| Драган Максимовић |       |
| Оливера Марковић  |       |
| Јосиф Татић       |       |
| Бранко Видаковић  |       |